# متنزه جزيرة ماغدالينا الوطني
متنزه جزيرة ماغدالينا الوطني (بالإنجليزية: Isla Magdalena National Park) هي منطقةٌ محميةٌ، تبلغ مساحتها 1,576 كيلومترًا مربعًا، وتقع في جزيرة ماغدالينا في منطقة باتاغونيا، تشيلي. أُنشئت كغابةٍ محميةٍ في عام 1967، وصُنفت كمتنزه وطني في يونيو عام 1983.
يُعد بويرتو غافيونا في جنوب المُتنزه من المناطق البارزة،
بالإضافة إلى جزيرة أتيليو الكبرى في الشمال. من جانب آخر، يضم المتنزه العديد من الجزر الصغيرة.